# Olivier Patey
Olivier Patey, né le 29 avril 1957, est un danseur, chorégraphe, organisateur de tournées, maitre de ballet et directeur artistique français, à la carrière internationale.

## Débuts
Olivier Patey entre en 1966 à l’École de danse de l'Opéra national de Paris et devient l’élève de Christiane Vaussard, Raymond Franchetti, Gilbert Meyer et Alexandre Kalioujny.
Premier de sa promotion, il est admis dans le corps de ballet du Ballet de l'Opéra national de Paris en 1973 où il effectue la première partie de sa carrière jusqu’à devenir Premier danseur en 1983.

## À l’Opéra de Paris
Il y interprète les grands rôles du répertoire classique – comme Frantz dans Coppélia, Hilarion dans Giselle, Rothbart dans Le Lac des cygnes, le Radjah dans La Bayadère (où il est croqué par Stanley Roseman invité par l'Opéra de Paris pour dessiner la danse) – mais aussi du répertoire du XXe siècle – comme le Fiancé dans Les Noces, Celui qu'elle aime danse dans Le jardin aux lilas de Antony Tudor sur la musique d'Ernest Chausson, Mercutio dans Roméo et Juliette de Rudolf Noureev sur la musique de Sergueï Prokofiev – rôle qui lui vaut d'être nommé premier danseur –, Lysandre dans Le songe d'une nuit d'été de John Neumeier sur la musique de Felix Mendelssohn, le Poète dans Attentat poétique de Daniel Larrieu, l'un des deux jeunes gens dans Le Sacre du printemps de Maurice Béjart sur la musique d'Igor Stravinsky.
Il a été l'un des interprètes de Pas de Dieux de Gene Kelly sur une musique de Georges Gershwin, de Premier Orage commandé par Noureev à Lucinda Childs sur une musique de Dimitri Chostakovitch et du téléfilm de danse primé Waste Land du réalisateur polonais Krzysztof Rogulski. Il a fait partie du Groupe de recherche chorégraphique de l'Opéra de Paris et a participé dans ce cadre à GV 10 de Karole Armitage sur la musique de Karlheinz Stockhausen.
En 1983, il a participé au Grand échiquier où est faite l'annonce de la nomination comme danseuse étoile de sa collègue Françoise Legrée.
Il a aussi eu pour partenaires Dominique Khalfouni, Wilfride Piollet, Ghislaine Thesmar, Élisabeth Platel, Sylvie Guillem, Monique Loudières, Marie-Claude Pietragalla, Élisabeth Maurin, Yannick Stéphant…
À la fin des années 1980, les danseurs classiques français, craignant de voir disparaitre la technique classique au profit de la danse contemporaine dans les opéras français provinciaux et, de ce fait, voir disparaitre peu à peu un patrimoine national, expriment leur mécontentement quant aux décisions de la Délégation à la danse dépendant du ministère de la Culture et de la Communication ; Olivier Patey, « appelé par Janine Charrat » à rejoindre les artistes contestataires, s’exprime dans Le Monde. En 1997, il remplace le chorégraphe Serge Keuten, représentant le Syndicat national des métiers chorégraphiques Force ouvrière Confédération FO du spectacle (FASAP-FO) au Conseil supérieur de la danse.
En 2019, il donne également son avis dans le cadre de la polémique sur la retraite des artistes de la danse à l’Opéra national de Paris car aucune politique de reconversion et de reclassement n’a été mise en place par l’État pour les artistes danseurs dont la carrière, si elle commence généralement avant l’âge de 20 ans, s’achève très tôt pour des raisons physiologiques et physiques. C'est un sujet qu'il connait bien puisqu'il a pris sa retraite de premier danseur à l'opéra de Paris à l'âge de 40 ans.

## Juré
Olivier Patey est invité à différentes reprises comme juré dans les concours internationaux – par exemple en 2016 pour les olympiades de Berlin, en 2017 pour le XIIIe Concours international d'artistes de ballet de Moscou, en 2022 pour le Dance Prix Indonesia.

## Chorégraphe, professeur de danse, et Maitre de ballet
Sa première chorégraphie, pour Marie-Claude Pietragalla à l'Opéra-Comique de Paris, date de 1981.
Il a signé ensuite de nombreux ballets dont certains figurent au répertoire du Ballet national de Cuba et à celui de l'Opéra national de Bucarest dont Calatori in Infern et Patetica. Sa chorégraphie de La Fille de Seize Ans, avec Élisabeth Platel, sur une composition d'Igor Wakhévitch est dansée en Inde au Sri Aurobindo Auditorium d'Auroville et au Tata Théâtre de Mumbaï.
En 1997, il crée un ballet en Indonésie à l'invitation de Farida Oetoyo, danseuse et professeur de danse formée au Bolchoï.
En 2009, il collabore avec le chorégraphe chinois Yu Jiang Jin pour la création d'un spectacle féérique avec 38 artistes du Cirque national de Chine sur le thème de Casse-noisette au Théâtre des Louvrais de Pontoise.
De 2002 à 2012, Olivier Patey exerce comme professeur de ballet et donne des master class, notamment à :
- la Compañía Nacional de Danza de Mexico ;
- la Université nationale des arts de Corée de Séoul ;
- l’Opéra national d'Ukraine de Kiev ;
- l'École chorégraphique d'État de Perm en Russie ;
- au Ballet du Théâtre National de Belgrade ;
- au Béjart Ballet Lausanne ;
- au Théâtre Wielki de Varsovie.

Il a été conseiller artistique de Gaumont-Pathé pour la diffusion des productions du Ballet du Bolchoï à Moscou.
En 2011 et 2012, il a été invité au Théâtre national macédonien à Skopje, à l’Astana Opéra à Astana, et dans d’autres pays de l’ancienne URSS. En 2018 il est invité par Altynai Asylmuratova pour faire travailler les danseurs et danseuses de l'Astana Opera Ballet Company.
D’aout 2013 à fin mai 2022, il est Maitre de ballet au Ballet royal de Flandre.
« Olivier Patey (…) his vast repertoire of the most prestigious roles of the classical ballets and modern as well made him one of the greatest ballet master today and his reputation extends to Japan via Russia where he teaches and stages the great ballets of the repertory. His knowledge of the roles and the choreographies is incomparable and had the most prestigious partners at the Paris Opera, among the most famous “danseurs étoiles”. He was dancing under the direction of Jerome Robbinns, George Balanchine, Pierre Lacotte, Roland Petit, Vladimir Gregorovitch, Violette Verdy, Rudolph Nureev, Maurice Béjart, and many others… »
— Igor Wakhévitch, site web d'Igo Wakhévitch consulté le 2 novembre 2022.

## Directeur artistique
En 2022, Olivier Patey accepte le poste de directeur artistique de la Mosa ballet school qui s‘ouvre à Liège.

## Distinctions
Chevalier des Arts et des Lettres depuis 1996, Olivier Patey est membre du comité d’honneur de l’Association pour un Musée de la Danse.
Il est membre de la Société des auteurs et compositeurs dramatiques et du Conseil international de la danse de l’UNESCO.